# Esenbeckia neglecta
Esenbeckia neglecta är en tvåvingeart som beskrevs av Lutz 1911. Esenbeckia neglecta ingår i släktet Esenbeckia och familjen bromsar. Inga underarter finns listade i Catalogue of Life.